# Dark Space III I
Dark Space III I è il quarto album in studio del gruppo musicale svizzero Darkspace, pubblicato nel 2014 dalla Avantgarde Music.

## Tracce
1. Dark 4.18 – 27:24
2. Dark 4.19 – 18:31
3. Dark 4.20 – 18:24

## Formazione

### Gruppo
- Wroth – voce, chitarra
- Zhaaral – voce, chitarra
- Zorgh – voce, basso